# 戴君恩
戴君恩（1570年—1636年），字忠甫，号紫宸，别号兰江痴叟。湖廣岳州府澧州（今湖南澧县閘口鄉）人。明朝政治人物。

## 生平
万历三十四年（1606年）丙午科舉人，四十一年（1613年）癸丑科进士，初授巴县知县，调西充县，考選刑部主事，以修明庆陵，自言知堪舆，遂调工部主事，晉员外郎。天启元年升四川按察司佥事。二年四川土司樊龙占据渝城作乱，君恩任监军道佥事，辅佐川湖云贵总督张我续平定叛乱，并奉命诣阙献俘，加升本省参政监军。三年参与围剿奢安之乱，因揭发川湖赞画刘时俊部卒私卖米粮火药，为福建道御史周宗建所劾，罢官归。五年降補浙江右参议管屯田水利，結贿崔呈秀，加太仆寺卿兼浙江按察司佥事，照旧管理屯田水利道。崇禎初，升山东参政。四年升陕西按察使，备兵靖边。六年升巡抚山西右佥都御史，以清軍入关，崇禎七年闰八月壬子，总督宣大张宗衡、巡抚宣府焦源清、巡抚大同胡沾恩、巡抚山西戴君恩并免官，十月，论罪，俱遣戍。

## 著作
著有《说山》、《四书剩言》、《绘孟风评》、《读风臆评》、《抚晋疏草》、《掌园杂记》等。